# شانگشی، ژجیانگ
شانگشی، ژجیانگ (به لاتین: Shangxi) یک شهرک در جمهوری خلق چین است که در ایوو واقع شده‌است.